# Selma Sotiriadhi
Selma Sotiriadhi – albańska aktorka filmowa.

## Życiorys
Zadebiutowała na dużym ekranie jako aktorka dziecięca w 1971 w filmie fabularnym Mëngjeze lufte. Przez ekipę produkcyjną była nazywana „Kuleczką”. Prawdziwy sukces i popularność przyniosła jej rola Jety w filmie Shirat e vjeshtës. Za rolę w tym filmie otrzymała nagrodę państwową. Była to jedno z nielicznych tego typu wyróżnień w kinematografii albańskiej, przyznanej dziecku. Zagrała jeszcze w sześciu filmach fabularnych. W 1988 po raz ostatni pojawiła się na ekranie. Jako osoba dorosła poświęciła się pracy tłumacza.

## Role filmowe
- 1974: Mëngjeze lufte jako dziecko
- 1974: Qyteti me i ri ne bote jako dziecko
- 1975: Shirat e vjeshtës jako Jeta
- 1977: Tomka dhe shoket e tij jako Tefta
- 1978: Dollia e dasmes sime jako siostra panny młodej
- 1978: Pranvere ne Gjirokaster jako wnuczka Shyqo
- 1979: Mesonjetorja jako Aferdita
- 1988: Babai i studentit